# Ламбе Арнаудов (политик)
 Тази статия е за политика от Северна Македония.  За българския революционер и негов дядо вижте Ламбе Арнаудов.  
Ламбе Арнаудов (на македонска литературна норма: Ламбе Арнаудов) е политик от Северна Македония, деец на ВМРО-ДПМНЕ.

## Биография
Роден е в 1951 година в Охрид, тогава във Федеративна народна република Югославия. Завършва Икономически факултет. Работи като генерален директор на „Охридска търговия“. Живее в Охрид. В 1991 година е избран за депутат в Събранието от ВМРО-ДПМНЕ. По-късно се присъединява към ВМРО – Народна партия от самото ѝ основаване.